# Lion de saint Marc
Ne doit pas être confondu avec Lion de saint Marc (Carpaccio).

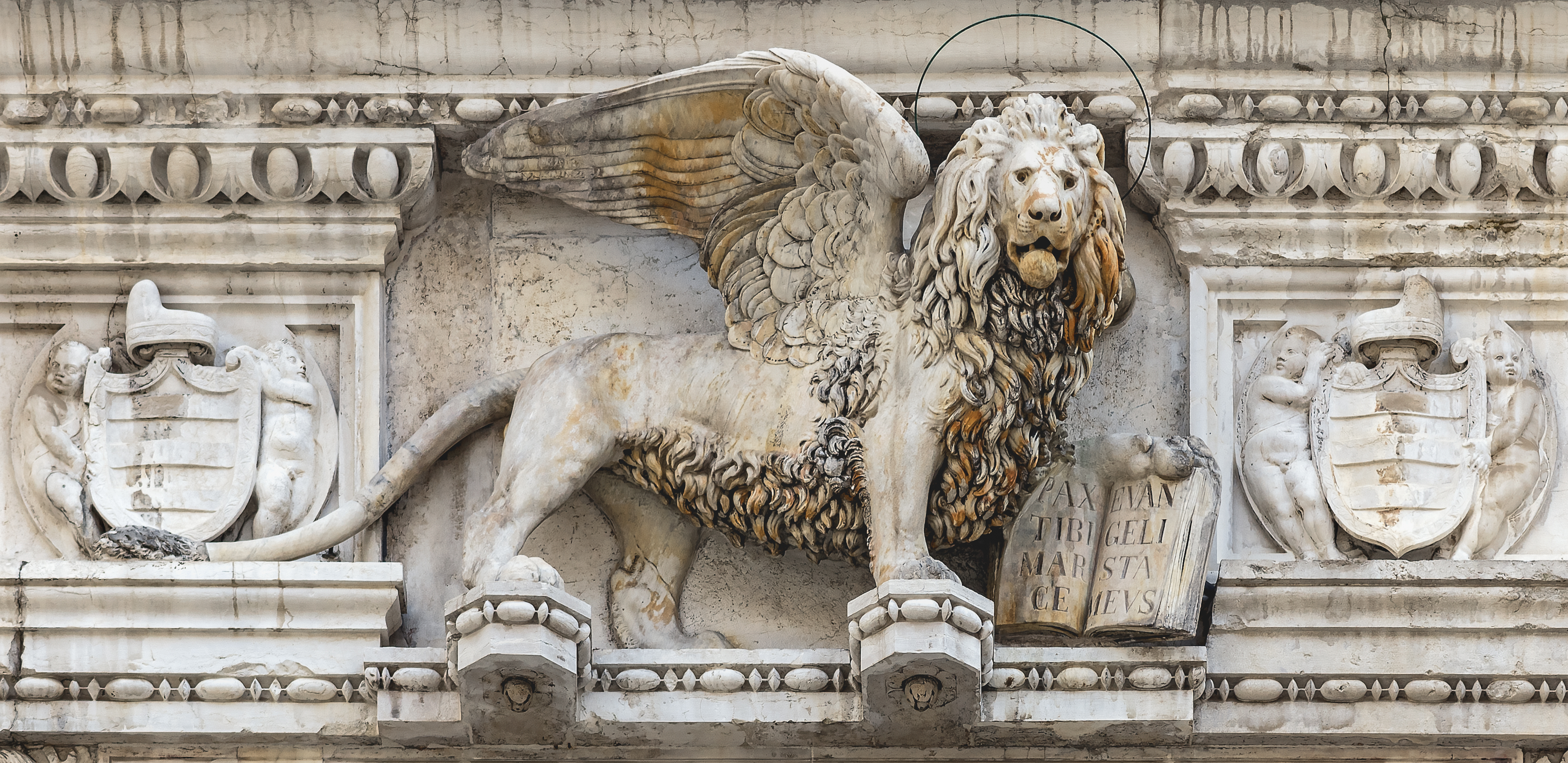
Le lion ailé de Saint-Marc sur le palais des Doges.

Le lion de saint Marc est la représentation de l'évangéliste Marc sous la figure du lion ailé du tétramorphe. Elle est souvent ornée d'une auréole, accompagnée d'un livre ou d'une épée, placé entre ses pattes avant, l'épée signifiant un état de guerre et le livre un état de paix.
Il est le symbole de la ville de Venise et anciennement de la république de Venise. Il apparaît également dans le pavillon militaire et le pavillon de commerce de l'Italie. Le Lion de saint Marc est aussi le symbole du prix de la Mostra de Venise, le Lion d'or, et de la compagnie d'assurance Generali.

## Symbolisme
Selon la légende, saint Marc était en voyage à travers l'Europe, il est arrivé à la lagune de Venise, où un ange lui apparut et lui dit : « Pax tibi Marce, evangelista meus. Hic requiescet corpus tuum. » (« Que la paix soit avec toi, Marc, mon évangéliste. Ici, ton corps va reposer »). Cette tradition probablement apocryphe a été utilisée comme justification par Rustico da Torcello et Bon da Malamocco en 828 pour voler les restes de saint Marc dans sa tombe à Alexandrie, et les amener à Venise, où ils ont été déposés dans la basilique Saint-Marc,.
Il existe trois types de représentions, 
- Andante : le corps entier du lion est vu de profil, reposant sur trois pattes tandis que l'avant droite repose sur le livre. Représentation typique des drapeaux et des grandes statues, où il y a beaucoup d'espace pour montrer la représentation complète.

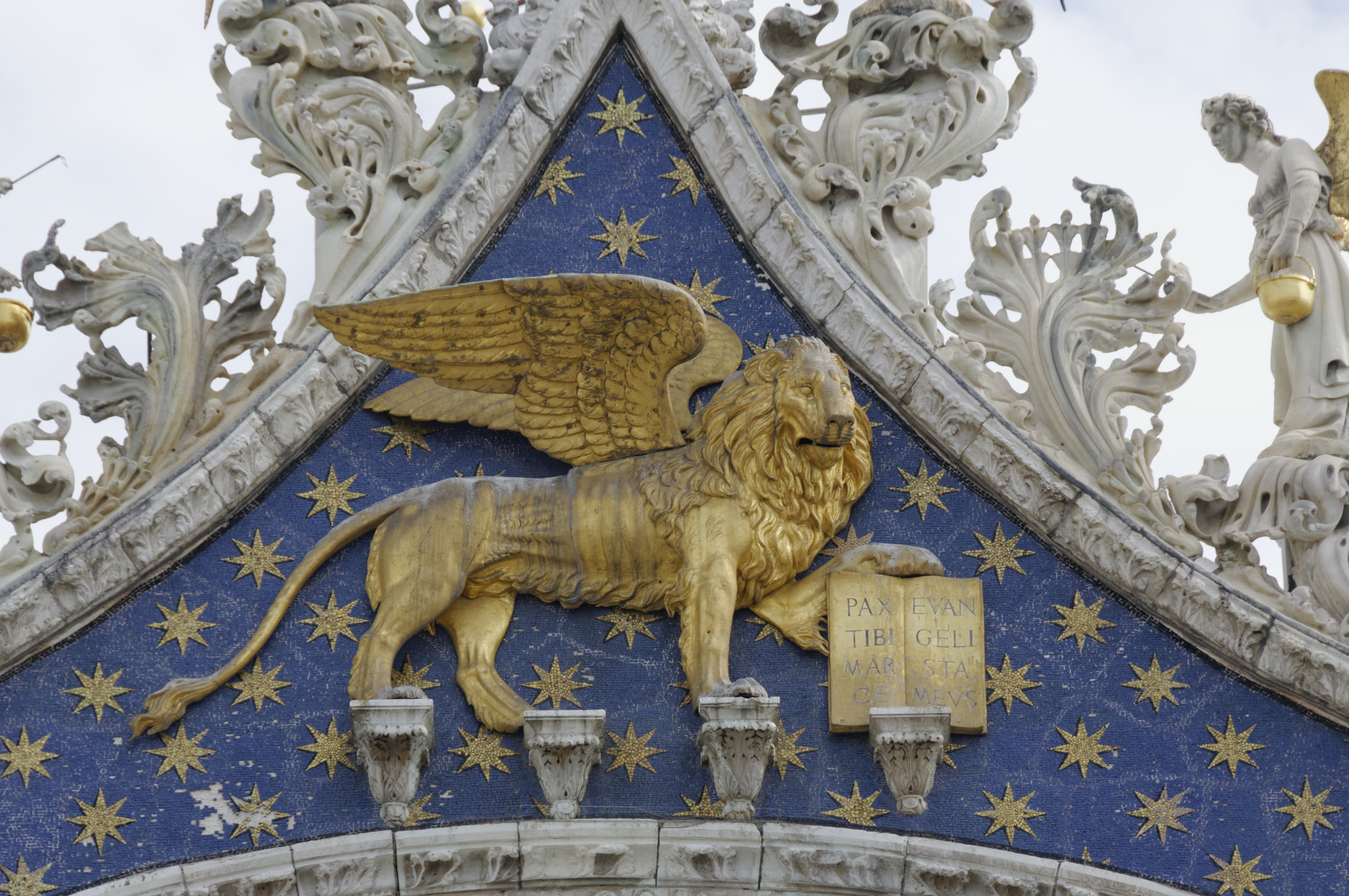
Lion de Saint-Marc sur la basilique Saint-Marc.
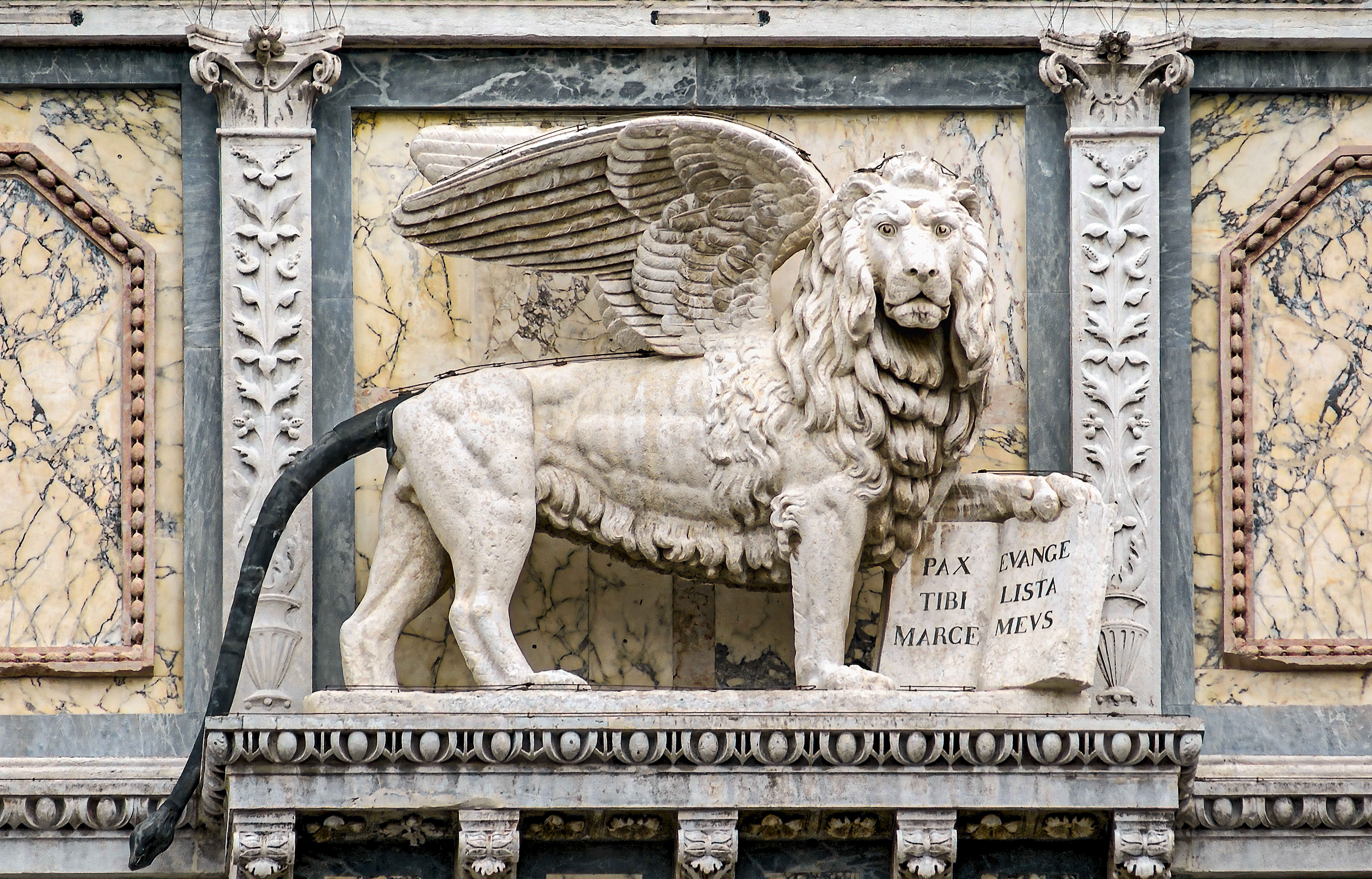
Lion de Saint-Marc sur la Scuola Grande di San Marco.
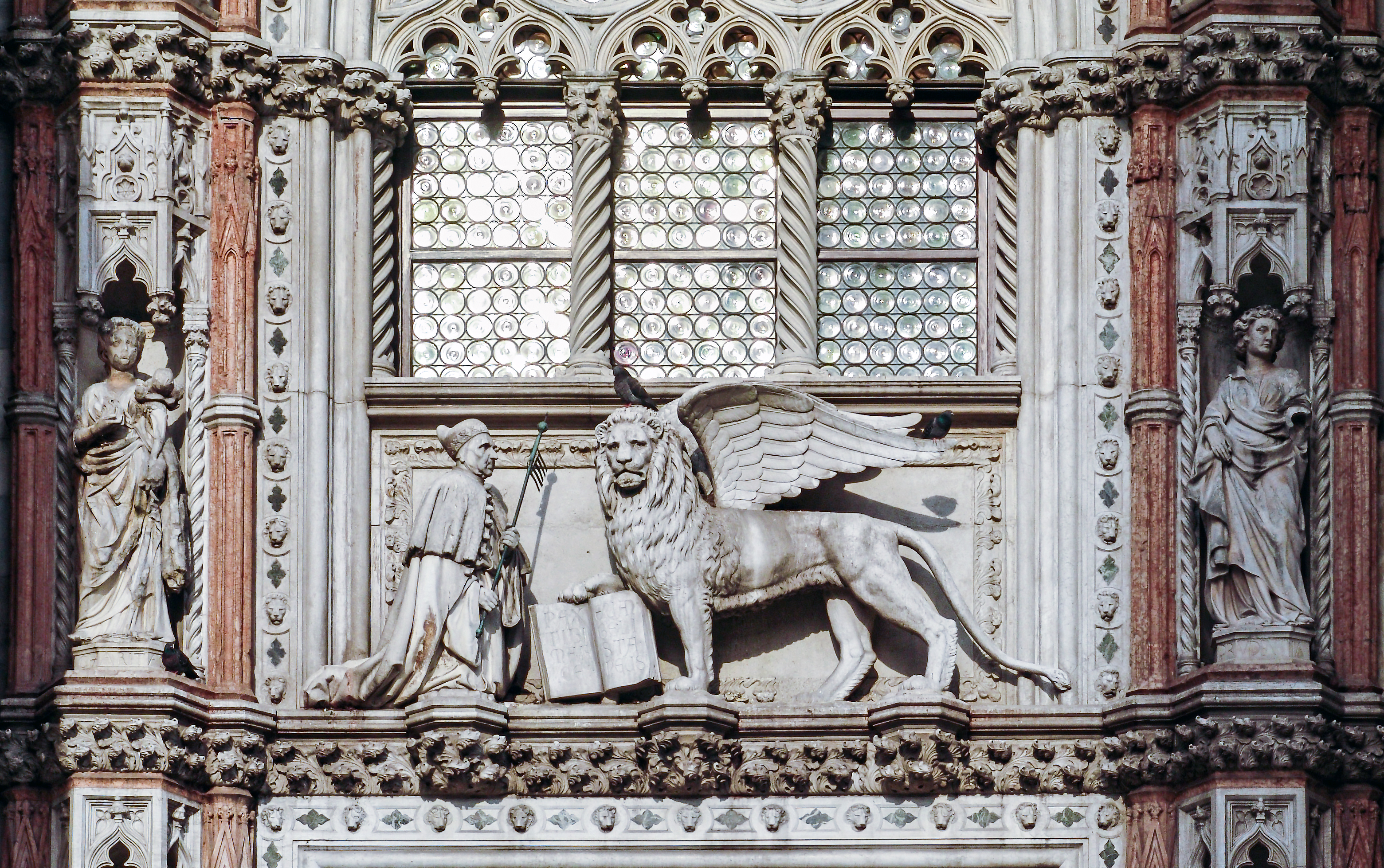
La porte du palais des Doges.
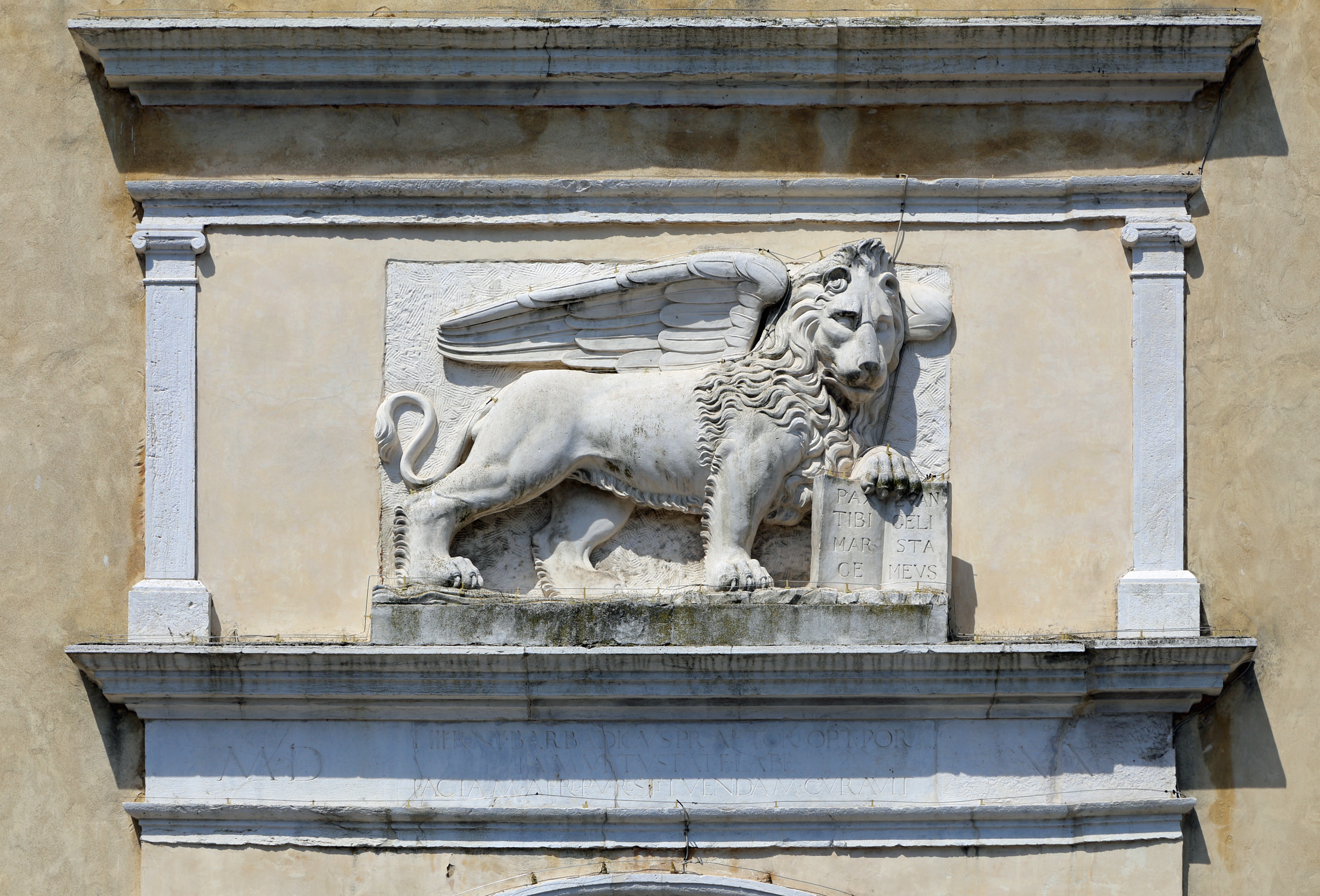
Lion de Saint-Marc sur la Porta di Santa Maria à Chioggia (lagune de Venise).
Drapeau de paix de Venise.
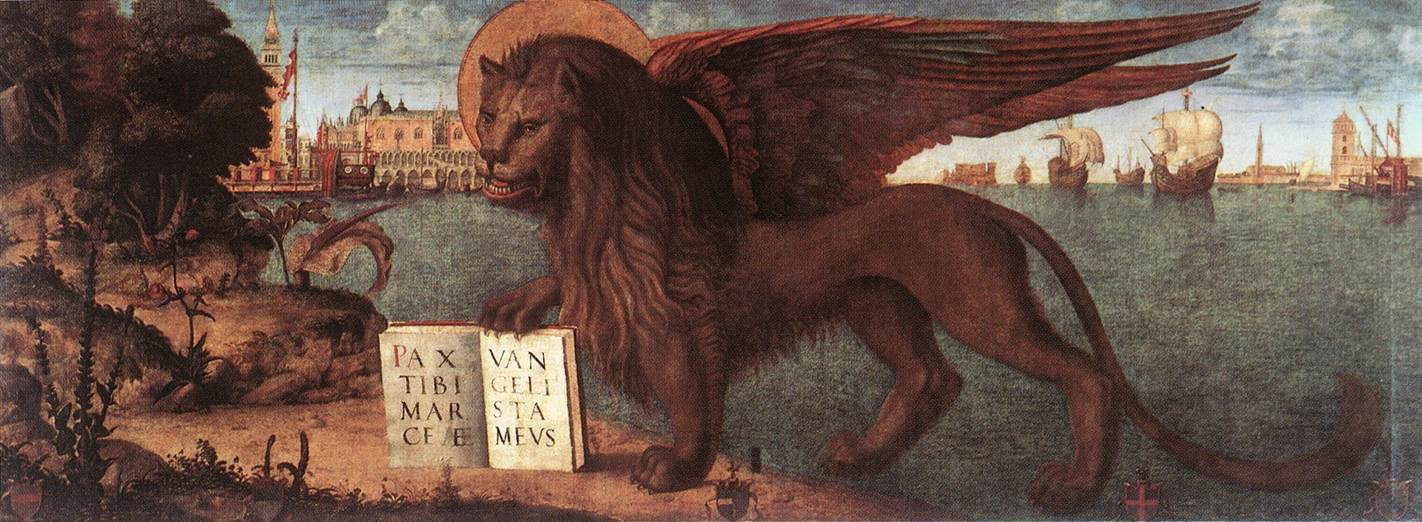
Lion de saint Marc peint par Vittore Carpaccio.

- Rampant : variante de la forme précédente. De profil et debout sur les pattes postérieures avec les pattes antérieures, il tient le livre et l'épée brandie.

Armoiries de Venise.
Version du drapeau en période de guerre.

- Moléca : le lion est accroupi et positionné frontalement avec les ailes déployées comme un éventail, prenant une apparence de crabe avec des pinces ouvertes (en vénitien moléca est le nom des petits crabes en période de mue). C'est une version largement utilisée sur les petits espaces, du fait de sa simplicité et de sa compacité graphique, notamment sur les monnaies, les sceaux, les armoiries et les petits bas-reliefs.

Version Moléca Palazzo dei Dieci Savi

## Saint Marc et Venise
En 826, la ville de Venise, qui a alors comme patron saint Théodore Tiron, se cherche un nouveau puissant protecteur céleste pouvant rivaliser avec Rome et son saint patron l'apôtre Pierre. Deux marchands vénitiens, Bon da Malamocco (it) et Rustico da Torcello, sont payés par Giustiniano Participazio, onzième doge de Venise, pour aller voler ses reliques dans la petite chapelle de Bucoles en Égypte où elles se trouvent depuis sa mort. Une mosaïque de la basilique Saint-Marc rappelle la tradition rocambolesque de la translatio de saint Marc, issue d'un genre littéraire caractéristique de la littérature hagiographique, le récit de translation : les navigateurs vénitiens échangent dans le tombeau le corps de l'évangéliste avec celui de saint Claude et cachent aux autorités portuaires musulmanes les reliques dans un panier au milieu de couches de feuilles de chou et de viande de porc (viande taboue pour les musulmans). Le 31 janvier 828, les deux marchands remettent les reliques au doge, qui les installe dans une chapelle ducale attenante au palais des Doges, la future basilique.
Giustiniano Participazio, le doge, fait alors construire la basilique Saint-Marc afin d'abriter ces reliques. Marc devient ainsi le saint patron de la ville avec son lion comme symbole. Lors de la reconstruction de la basilique commencée en 1063, les reliques sont perdues mais selon la tradition sont miraculeusement retrouvées en 1094 après trois jours de jeûne, un des piliers du bras droit du transept s'effritant et révélant la présence d'un bras du saint lui-même qui indique la présence des reliques. Les reliques sont alors placées dans un sarcophage dans la crypte de la nouvelle basilique puis sous le maître-autel au XIXe siècle.
Le vol de ces reliques par les Vénitiens empoisonne durant des siècles les relations entre l'Église latine et l'Église copte orthodoxe. En juin 1968, le pape Paul VI décide finalement de restituer la ou les reliques aux coptes. Selon les autorités religieuses vénitiennes, il s'agit d'une « relique de contact », c'est-à-dire d'une étoffe qui a été mise en contact avec la tombe du saint, donnée au Vatican par le patriarche de Venise Giovanni Urbani, et non de toutes les reliques de la basilique Saint-Marc qui sont restées sur place. Elle repose aujourd'hui sous l'autel de la cathédrale Saint-Marc du Caire.
Chaque année, à Venise, le 25 avril, saint Marc est honoré par des cérémonies réunissant la population et les autorités civiles et religieuses.

Saint Marc et Venise
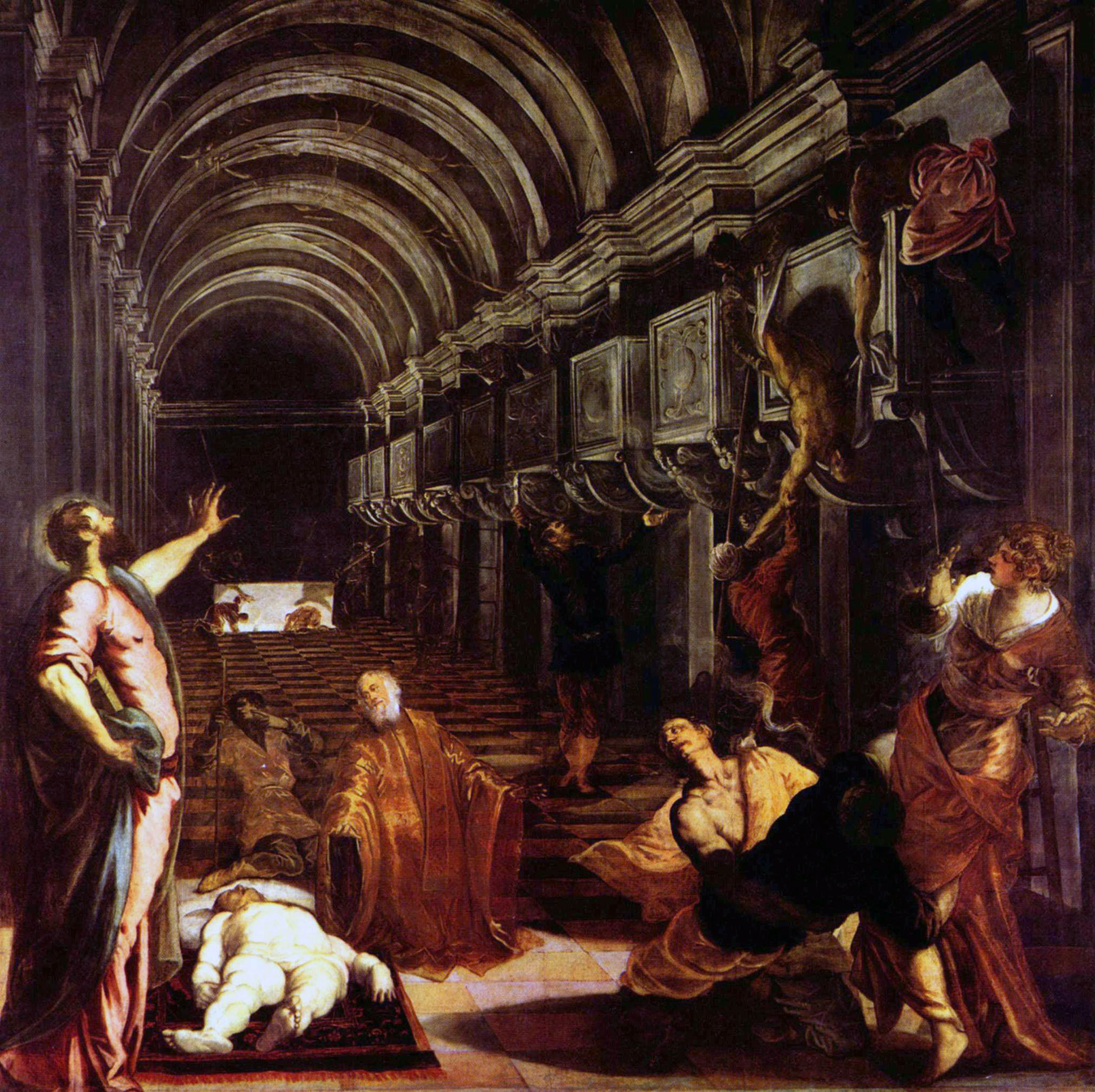
La Découverte du corps de saint Marc, v. 1562, Le Tintoret.
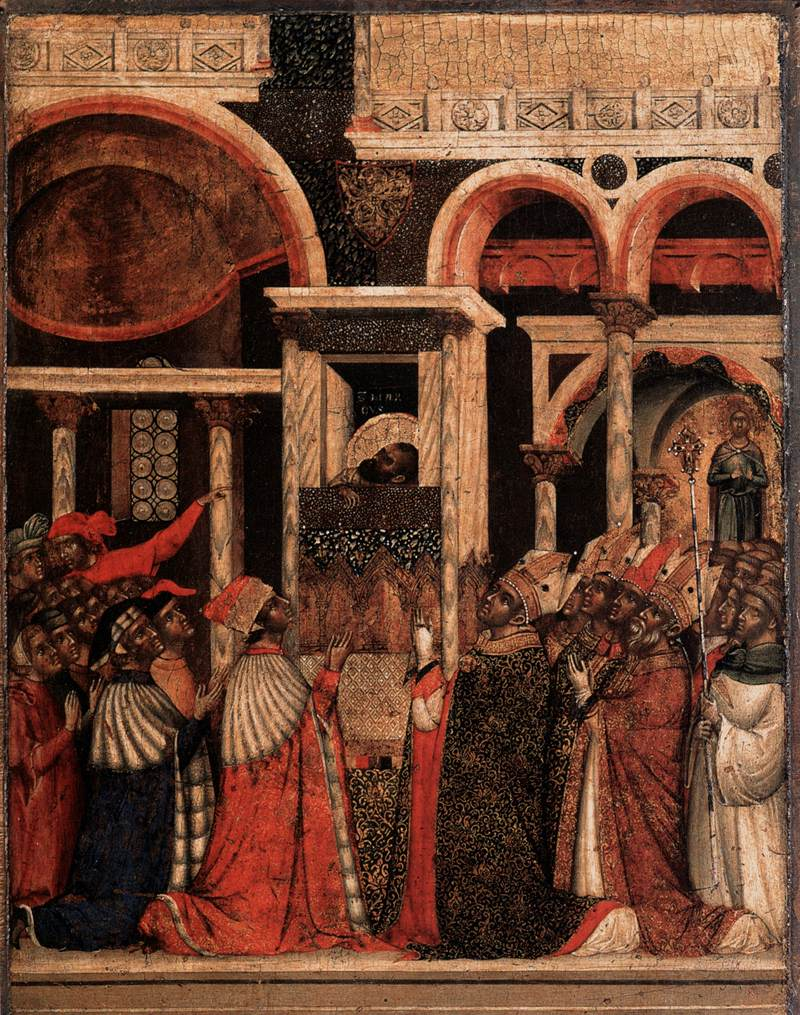
Redécouverte des reliques de saint Marc, tempera de Paolo Veneziano.
Basilique Saint-Marc à Venise. Art lombard et roman byzantin (hypothèse de reconstruction de la façade en brique).
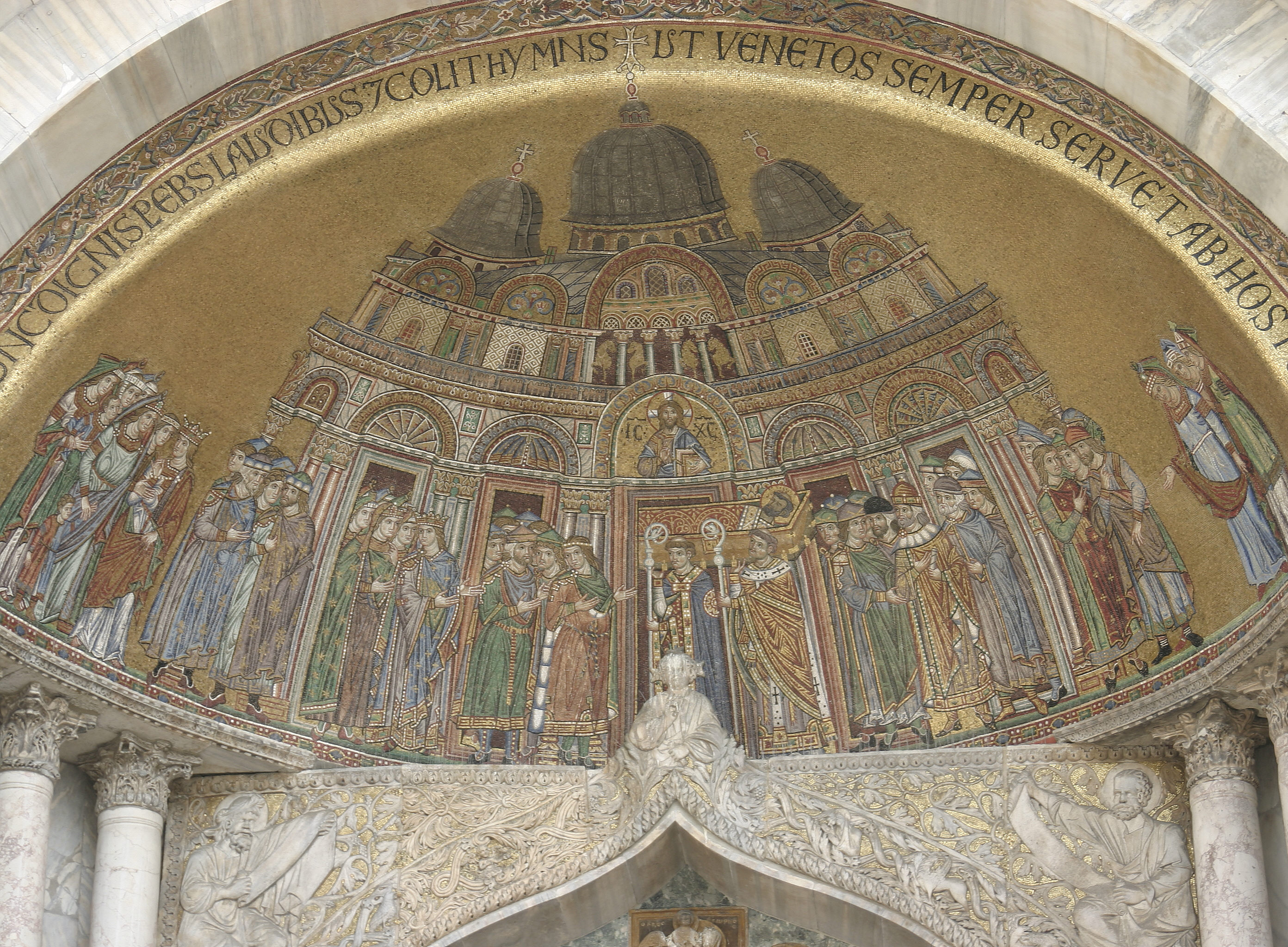
La receptio de saint Marc, XIIIe siècle, basilique Saint-Marc de Venise.